# RRAS2
RRAS2‏ (RAS related 2) هوَ بروتين يُشَفر بواسطة جين RRAS2 في الإنسان.